# Michele Di Pace
Michele Di Pace (ur. 12 maja 1960) – włoski lekkoatleta, sprinter, medalista halowych mistrzostw Europy.

## Kariera sportowa
Zdobył brązowy medal w biegu na 200 metrów na halowych mistrzostwach Europy w 1982 w Mediolanie, przegrywając jedynie z Erwinem Skamrahlem z Republiki Federalnej Niemiec i Istvánem Nagy’im z Węgier.
Był halowym mistrzem Włoch w biegu na 200 metrów w 1982.